# 칼라일 그룹
칼라일 그룹(Carlyle Group)은 세계적인 사모펀드이다.

## 역사
1987년 뉴욕 칼라일 호텔의 이름을 따서 사모펀드를 설립했다.
2017년 10월 25일, 세계 3대 사모투자펀드(PEF) 운용사 중 한 곳인 미국 칼라일 그룹은 이사회를 열고 한국인인 이규성 칼라일 부CIO와 글렌 영킨 칼라일 COO를 공동 최고경영자(CEO)로 선임하기로 했다. 1700억달러(192조원)의 자산을 굴리는 칼라일은 KKR, 블랙스톤 그룹과 함께 세계 3대 사모펀드로 꼽힌다. 칼라일은 외환위기 때 한미은행을 사들여 8000억원을 벌었고 2014년 보안업체 ADT캡스를 2조1000억원에 인수한 딜로 유명하다.